# Partit Democràtic de Moldàvia
El Partit Democràtic de Moldàvia (en romanès:Partidul Democrat din Moldova) és un partit polític socialdemòcrata de la República de Moldàvia. És membre de la Internacional Socialista.

## Història
El partit, liderat per Dumitru Diacov, va ser fundat en 1997 com a Moviment per a una Moldàvia Democràtica i Pròspera (MDPM) i liderat per Dumitru Diacov. A les eleccions legislatives moldaves de 1998 el bloc electoral format sobre la base del MDPM va obtenir més del 18% dels vots i 24 escons al Parlament respectivament, cosa que li va permetre participar en el govern de l'Aliança per a la Democràcia i les Reformes formada per la Convenció Democràtica de Moldàvia, el MDPM i el Partit de les Forces Democràtiques. El 1999, Ion Sturza de l'MDPM, va ser nomenat primer ministre, però el seu govern va caure el 9 de novembre de 1999 en perdre una moció de confiança i Dumitru Braghis va formar un nou govern de calició del Partit dels Comunistes de la República de Moldàvia i el Front Popular Democristià amb el suport de diputats independents d'extrema dreta.
El 15 d'abril de 2000, al Congrés del Moviment per a una Moldàvia Democràtica i Pròspera es va canviar el seu nom pel de Partit Democràtic de Moldàvia.
Els desacords que van aparèixer dins de l'Aliança per la Democràcia i les Reformes van causar un cert grau de descontentament amb la distribució d'escons, i això va conduir a la seva desintegració i a la victòria aclaparadora del Partit dels Comunistes a les eleccions legislatives moldaves de 2001, en les què el PDM va obtenir 79.757 vots (5,02%) però no va superar el llindar electoral del 6%. El 25 de maig de 2003, a les eleccions locals, el partit va aconseguir el 8,3% dels vots i va tenir una bona posició al país.
A les eleccions legislatives moldaves de 2005 del 6 de març, el partit va formar part del Bloc Electoral Moldàvia Democràtica que va obtenir el 28,4% dels vots i 34 dels 101 escons; dins del bloc, el partit va obtenir 8 escons. Després de l'elecció la coalició es va dividir en tres grups parlamentaris representatius de cada partit.
El febrer de 2008 va absorbir el Partit Social Liberal. A les eleccions legislatives moldaves de juliol de 2009 ha format part de la coalició Aliança per a la Integració Europea.
El 2014 el Partit dels Socialistes de la República de Moldàvia (PSRM) quedà en primera posició obtenint el 20,71 per cent dels vots, però Chiril Gaburici del Partit Liberal Democràtic de Moldàvia (PLDM) va formar govern amb una coalició de PLDM, PDM i Partit Liberal (PLR).
El primer ministre Valeriu Streleț va ser destituït pel Parlament el 29 d'octubre de 2015 enmig d'una onada de protestes que van durar 3 mesos i el president Nicolae Timofti va vetar la candidatura de Vladimir Plahotniuc afirmant que no reunia "els criteris d'integritat necessaris", i el Partit Democràtic de Moldàvia PDM va acordar amb el Partit Liberal Democràtic de Moldàvia (PLDM) i el Partit Liberal (PL) investir primer ministre a Pavel Filip, que el 15 de gener va rebre l'aval de Timofti. El govern de Filip es va veure sacsejat per diverses dimissions de ministres per afers de corrupció. El maig del 2017 el PL de Mihai Ghimpu va abandonar el govern en protesta per la detenció per corrupció de Dorin Chirtoaca, l'alcalde de Chisinau i Filip va incorporar al govern el Partit Popular Europeu de Moldàvia. El 27 de juliol de 2017 el primer ministre va sobreviure amb comoditat a una moció de censura, i el govern va arribar al final de la legislatura, però Filip no va optar a la reelecció.